# ジェネシスII
ジェネシスII（英: Genesis II）は、アメリカ合衆国の民間企業ビゲロー・エアロスペースによって設計・製造され、2007年に打ち上げられた、実験的な宇宙ステーションの2号機である。企業によって軌道に投入された世界で二番目の宇宙ステーションモジュールでもあり、2006年に打ち上げられた姉妹機のジェネシスIとともに、長期間の宇宙居住の実現性を確認するための様々なシステム、材料、技術の試験を行っている。ジェネシス各機やその他のビゲロー・エアロスペース社のモジュールは、アメリカ航空宇宙局 (NASA) のトランスハブの設計を基にしている。

## システム
ジェネシスIIでは、先代のジェネシスIからいくつかの点で改良が行われている。ジェネシスIIでは、ジェネシスIで使用されていた標準的な誘導制御システムに加え、リアクションホイールと精密測定システムを持ち、燃料を使用せずに機体の回転を制御することができる。積荷や機体の状況を内外から撮影するためのカメラも、ジェネシスIの9台から22台に増やされている。また、ジェネシスIでは一つのタンクによる膨張システムが使用されていたが、ジェネシスIIでは信頼性の向上とより細かいガスコントロールを行うために、複数のタンクによるシステムに置き換えられている。さらに、外層の強化と熱管理のために、レイヤーが追加されている。最後に、船内の環境を保つための、気圧・温度・姿勢の制御と、放射線の感知のためのセンサーが追加されている。